# Agrippa (astronom)
 For alternative betydninger, se Agrippa. (Se også artikler, som begynder med Agrippa)
Agrippa (græsk: Ἀγρίππας) var græsk astronom i Oldtiden. Det eneste, der er kendt om ham, vedrører en astronomisk observation, han gjorde i år 92 f.Kr., og som er citeret af Ptolemæus i hans værk Almagest, VII, 3. Ptolemæus skriver her, at Agrippa i det tolvte år af Domitians styre, på den syvende dag af den bithynianske måned Metrous observerede okkultationen af en del af Plejaderne af den sydligste del af Månen.
Formålet med Agrippa's observation var muligvis at kontrollere jævndøgnpunkternes præcession, som var opdaget af Hipparchus.
Månekrateret Agrippa er opkaldt efter ham.